# Distrikt Masma Chicche
Der Distrikt Masma Chicche liegt in der Provinz Jauja in der Region Junín in Zentral-Peru. Der Distrikt wurde am 28. Februar 1964 gegründet. Er besitzt eine Fläche von 33,8 km². Beim Zensus 2017 wurden 770 Einwohner gezählt. Im Jahr 1993 lag die Einwohnerzahl bei 1155, im Jahr 2007 bei 912. Sitz der Distriktverwaltung ist die 3650 m hoch gelegene Ortschaft Masma Chicche mit 252 Einwohnern (Stand 2017). Masma Chicche befindet sich 13 km östlich der Provinzhauptstadt Jauja.

## Geografische Lage
Der Distrikt Masma Chicche befindet sich im Andenhochland südostzentral in der Provinz Jauja. Er liegt in den westlichen Ausläufern der peruanischen Zentralkordillere östlich des Río Mantaro. Der Río Masma, ein Zufluss des Río Yacus, durchquert den Distrikt.
Der Distrikt Masma Chicche grenzt im Westen an die Distrikte Huamalí und Julcán, im Nordwesten an den Distrikt Molinos, im Nordosten und im Osten an den Distrikt Apata sowie im Süden an die Distrikte San Lorenzo und El Mantaro.

## Ortschaften
Im Distrikt gibt es neben dem Hauptort folgende größere Ortschaften:
- El Progreso (200 Einwohner)